# Kirunas historia

Flygfoto över Kiruna och gruvan från cirka 1960.

Kirunas historia omfattar tätorten Kirunas historia som kan sägas börja vid slutet av 1800-talet, men området hade innan dess bebotts och brukats av samer. Fornlämningar visar att det funnits människor sedan den yngre stenåldern på Nordkalotten, vid en tid då bland annat Luleåtrakten fortfarande låg under havsytan. Hela Kirunas historia från sent 1800-tal finns dokumenterad i fotografier.

## Innan Kiruna

### 1600- och 1700-talet
1642 hittades magnetit i Masugnsbyn. Malmen i Svappavaara hittas i slutet på 1640-talet eller början på 1650-talet. Det första kända malmprovet från Malmberget dateras till 1660-talet och 1696 nämns namnen Kiirunavaara och Luossavaara för första gången.
Malmfyndigheterna i Kiirunavaara och Luossavaara hade varit kända sedan länge av samerna, men det var först år 1696 som skrivaren Samuel Olsson Mört vid Kengis bruk i Pajala socken hörde talas om de båda malmbergen. Det var under en resa för att undersöka en kopparfyndighet i Sjangeli som han uppehöll sig i Jukkasjärvi där han fick höra om malmen. Han rapporterade nyheten till Bergskollegium, men det skulle dock dröja till år 1736 innan de båda fjällen blev ordentligt undersökta. Gabriel Gyllengrip var den som ledde inventeringen av de överväldigande malmfyndigheterna. En karta ritades över området där Kiirunavaara och Luossavaara döptes till Friedrichs Berg respektive Berget Ulrika Eleonora efter regerande kung Fredrik I och hans fru Ulrika Eleonora.
Brytning av malmen kom dock inte på tal eftersom området låg alldeles för avlägset och klimatet var för kärvt.[källa behövs] Dessutom rådde enligt svensk lagstiftning exportförbud av malm och tackjärn, vilket gjorde malmbrytningen tämligen värdelös. Lagen upphävdes inte förrän 1857.

### 1800-talet
Det bröts en hel del malm redan på 1800-talet i bergen vid Luossajärvi. Man använde samma metod som under lång tid använts i Gällivare malmberg; malmen bröts under somrarna och fraktades med renar och hästar under vintrarna till Kengisverkens masugn i Palokorva. Problemet var att Kiirunavaara och Luossavaara låg mycket längre bort och transportmetoderna var så ineffektiva att bergen blev så gott som värdelösa. Dessutom innehöll järnmalmen fosfor, vilket försvårade stålframställningen då kirunamalmen inte kunde användas ensam i masugnarna. Den var tvungen att blandas med malm från gruvor i Mellansverige och kostnaderna blev enorma. 
Början på lösningen kom först år 1878 när ett par engelska kemister utvecklade den så kallade Thomasprocessen, vilken gjorde det möjligt att skilja fosfor från järnmalm. Detta var en revolutionerande nyhet för stålverken men samtidigt också för den lappländska gruvverksamheten. En järnväg från Luleå till Gällivare hade diskuterats länge men nu kom startskottet. Det engelska företaget The Northern of Europe Railway Company erbjöd sig att konstruera en järnväg från Luleå ända till den norska kusten och fick medgivande. Järnvägssträckan kom senare att bli kallad Malmbanan.
År 1884 inleddes järnvägsbyggandet i båda ändarna och efter fyra år var den provisoriska banan klar fram till Malmberget. Det engelska bolagets kapital var vid det laget förbrukat. Bolaget gick i konkurs och tvingades sälja fuskbygget billigt till den svenska staten. När banan, efter en omfattande ombyggnad, kunde användas igen år 1891 kunde järnmalmen från Malmberget börja fraktas till Luleå. Statens järnvägar stod för transporten och det nybildade AB Gellivare Malmfält bröt malmen.

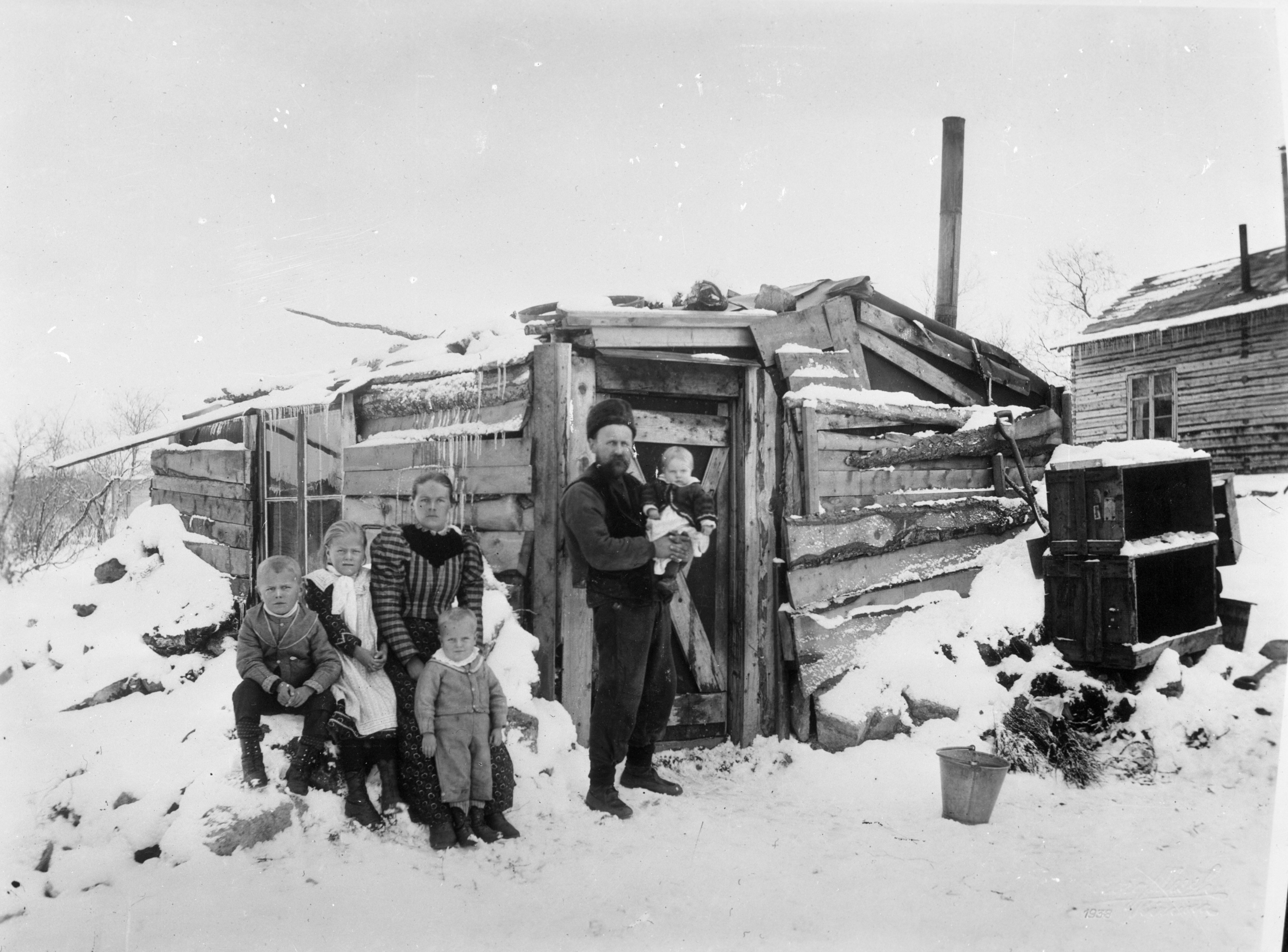
Kiruna Söderberg - den första infödda Kirunabon - i sin faders famn framför sitt hem i Kiruna. Föräldrarna hette Ingeborg och Anders Söderberg. De tre andra barnen heter Nestor, Klara och Paulus.

Vetskapen om kirunaområdets enorma tillgångar fick på 1880-talet inflytelserika personer att agera. Chefen för Väg- och Vattenbyggnadsstyrelsens norra distrikt, Robert Schough, mutade in hälften av marken kring de två malmbergen. Det var också Schough som tog initiativet till bildandet av Luossavaara-Kiirunavaara Aktiebolag, eller LKAB. Han blev också, under den konstituerande bolagsstämman i Stockholm den 18 december 1890, styrelsens första ordförande. LKAB:s viktigaste uppgift var inledningsvis att påskynda järnvägsbygget mellan Gällivare och den ständigt isfria kusten i Norge. Det arbetet stötte på hårt motstånd. Lagen om exportförbud av malm och tackjärn hade visserligen redan avskaffats många år tidigare, men motståndarna till en järnväg över riksgränsen hävdade under den riksdagsdebatt som föregick bygget bland annat att en gränsöverskridande järnväg skulle öppna landet för Ryssland. Byggbeslutet togs dock 1898 av både den svenska riksdagen och det norska stortinget, men statsminister E G Boström var tvungen att hota med sin avgång för att få den svenska riksdagen att ge med sig.
Vid den tiden styrdes inte LKAB av bolagets grundare utan av Aktiebolaget Gellivare Malmfält som tagit över aktiemajoriteten redan 1893. Riksdagens beslut att fullfölja byggandet av Malmbanan blev dyrt för LKAB. Bolaget tvingades skriva under ett kontrakt med tolv paragrafer, bland annat att LKAB skulle stå för järnvägens drift, underhåll och eventuella förluster samt lägga upp en stor summa pengar som säkerhet för åtagandena.
Bolagsledningen med den dåvarande platschefen Hjalmar Lundbohm inledde år 1897 på staligt uppdrag förberedande arbeten med planeringen av det nya samhället. Arkitekten Per-Olof Hallman anlitades till att planlägga och sätta riktlinjer för en stadsplan tillsammans med Gustaf Wickman. Denna stadsplan skulle komma att bli revolutionerande i sitt slag, då dess struktur var geografiskt och klimatologisk anpassad. Staden förlades huvudsakligen till lågfjället Haukivaaras västsluttning. Området projekterades och i början av 1899 beslutade kung Oscar II om markupplåtelse. LKAB köpte 500 hektar för gruvdriften och 241 hektar för bostadsområden. Dessutom avsattes 178 hektar till tomter att säljas åt privatpersoner. Stadsplanen skulle utgöras av detta område. Gruvbolagets eget bostadsområde fick i sin tur en egen plan av samma upphovsmän, men den skulle inte stadfästas förrän 1914 även om den indirekt fungerade långt innan dess.
Den 15 oktober 1899 hade Malmbanan nått ända fram till samhället, som kallades Luossavare, som vid den tiden redan hade vuxit till en liten okontrollerad kåkstad med drygt 250 invånare. Den första byggnaden hade redan uppförts år 1890 på uppdrag av en av LKAB:s delägare. Den enkla timmerbyggnaden blev varken vattentät eller brandsäker, men det var den första ordentliga byggnaden på platsen som skulle bli Kiruna. Byggnaden fick namnet B:1 – Byggnad nummer ett. Här bosatte sig år 1898 familjen Taaveniku, den första familjen i samhället.
Några månader innan Malmbanan nådde Luossavare föddes det första barnet i samhället och hon döptes senare samma år till Kiruna Söderberg.

## 1900-talet

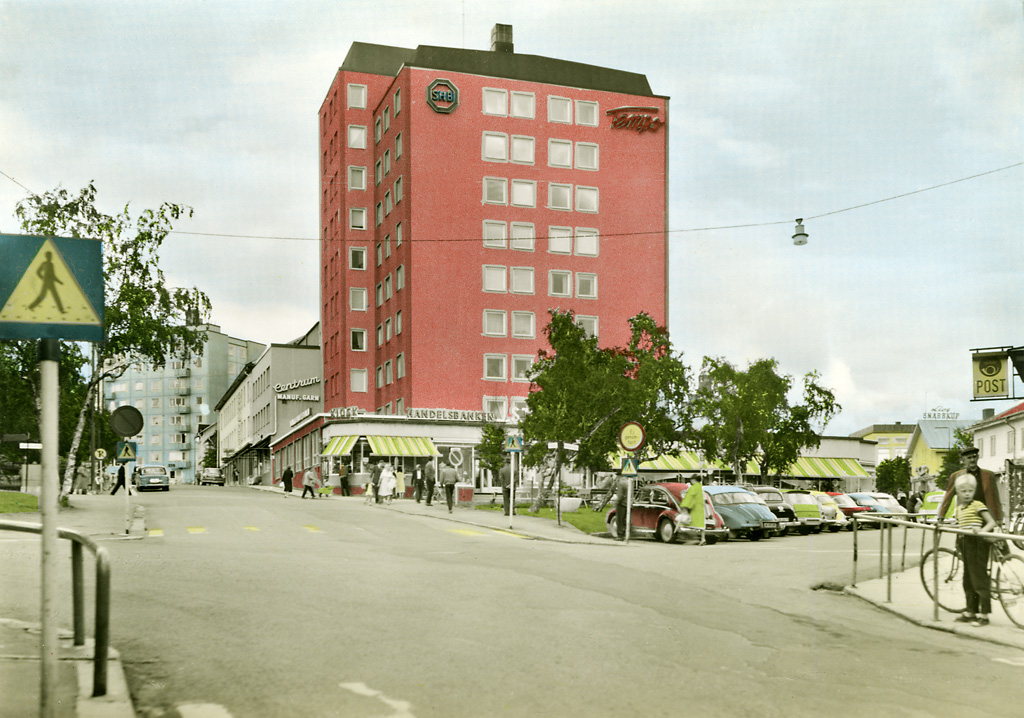
Geologgatan i mitten på 1900-talet.

Per-Olof Hallmans stadsplan fastställdes den 27 april 1900 och samtidigt antog samhället officiellt det nya namnet Kiruna. En av anledningarna var att "Kiruna" var ett praktiskt och kort namn, som de flesta svensktalande skulle kunna uttala, jämfört med de tidigare inofficiella namnen Luossajaure och Luossavare. I och med att stadsplanen blev officiell kunde man reglera var byggnader uppfördes och undvika att samhället skulle bli en kåkstad, som den i Gällivare och Malmberget.

## Viktiga årtal i Kirunas historia
- 1696 - Malmfyndigheterna i Kiirunavaara och Luossavaara rapporteras för första gången
- 1890
  - LKAB grundas
  - Den första byggnaden, B:1, uppförs vid Luossajärvis strand
  - Hjalmar Lundbohm kommer för första gången till Kirunaområdet
- 1899
  - Samhällets förstfödda, Kiruna Söderberg, föds
  - Malmbanan når Kiruna
- 1900 - Stadsplanen fastställs och samhället Luossavare antar officiellt namnet Kiruna
- 1903 - Den sista sträckan av Malmbanan, Kiruna - Narvik, invigs
- 1908 - Kiruna blir municipalsamhälle i Jukkasjärvi landskommun
- 1912 - Kiruna kyrka invigs
- 1926 - Hjalmar Lundbohm avlider
- 1948 - Kiruna municipalsamhälle får stadsprivilegium
- 1963 - Kirunas första stadshus invigs
- 1969-1970 - LKAB-konflikten
- 1971 - Karesuando landskommun uppgår i Kiruna kommun
- 1974 - Gruvan i Luossavaara läggs ner
- 1976 - Kiruna når sin befolkningsmässiga höjdpunkt, 24 375 invånare
- 1990 - LKAB fyller 100 år
- 2000 - Kiruna fyller 100 år
- [1]2004 - LKAB offentliggör att stora delar av Kiruna måste flyttas till följd av gruvverksamhetens underminering av staden
- 2007 - De första skisserna av det nya Kiruna offentliggörs[källa behövs][1]